# Andrei Borza
Andrei Borza, né le 12 novembre 2005 à Năvodari en Roumanie, est un footballeur roumain qui évolue au poste d'arrière gauche au Rapid Bucarest.

## Biographie

### En club
Né à Năvodari en Roumanie, Andrei Borza est formé par l'Académie Gheorghe Hagi, pour ensuite commencer sa carrière dans le club partenaire du Farul Constanța. Il joue son premier match en professionnel le 1er mai 2022, lors d'une rencontre de championnat face au CFR Cluj. Il est titularisé et son équipe s'incline sur le score de un but à zéro,.
Borza inscrit son premier but en professionnel le 28 octobre 2022, lors d'une rencontre de championnat contre le FC U Craiova 1948. Titulaire, il marque le but égalisateur sur un service de Dan Sîrbu, et participe à la victoire de son équipe par deux buts à un,. Le 29 janvier 2023, Borza se fait remarquer lors d'un match de championnat face au Steaua Bucarest en marquant le but de la victoire de son équipe dans le temps additionnel, après être entré en jeu (2-3 score final),. S'imposant en équipe première dès sa première saison en professionnel, il est l'une des révélations du championnat roumain, et est alors considéré comme l'un des joueurs les plus prometteurs du pays.
Le 15 août 2023, Andrei Borza est transféré au Rapid Bucarest pour un contrat de quatre ans, le transfert est estimé à huit-cent-mille euros et 10% des gains d'un futur transfert. 

### En sélection
Andrei Borza représente l'équipe de Roumanie des moins de 17 ans. Il se fait remarquer le 26 octobre 2021 en réalisant un doublé contre Saint-Marin, contribuant à la victoire de son équipe par cinq buts à zéro. Au total il joue huit matchs avec cette sélection, tous en 2021.
Il est sélectionné avec les espoirs pour l'Euro espoirs 2023, il joue son seul match de la compétition lors de la défaite 3-0 contre l'Espagne.
Le 12 septembre 2023, Borza inscrit son premier but avec les espoirs, contre l'Albanie. Titulaire, il marque le but du 0-2 mais son équipe se fait rejoindre et perd finalement la rencontre (3-2 score final).